# Philip Francis
Philip Francis (1708 en Dublín–1773) fue un escritor y traductor irlandés.

## Biografía
Era hijo del Dr. John Francis, rector de St. Mary's, Dublin.
Llegó a Inglaterra en 1750 y dirigió durante algún tiempo una institución privada. Después fue capellán de lord Holland, participó en la educación de su hijo, el célebre Charles James Fox, y fue finalmente nombrado capellán adjunto de Chelsea.
Ha traducido a Horacio en versos y también a Demóstenes y Esquines. Samuel Johnson alabó su traducción de Horacio. 
Su hijo, también llamado (Sir) Philip (22 de octubre de 1740 - 23 de diciembre de 1818) fue, gracias a la protección de Fox, provisto con empleos importantes y se convirtió en 1773 en miembro del consejo de Bengala. Es probablemente el autor de las famosas Cartas de Junius.